# Erika Hernández
Erika Yaneth Hernández Díaz (* 17. März 1999) ist eine panamaische Fußballspielerin.

## Karriere

### Klub
Auf Klubebene ist sie seit 2021 für UAI Urquiza in Argentinien aktiv.

### Nationalmannschaft
Ihr Debüt bei der panamaischen A-Nationalmannschaft hatte sie im Jahr 2018. Hier kam sie dann auch in der Qualifikation für den Gold Cup 2018 zum Einsatz, welche ihre Mannschaft erfolgreich abschloss, sie selbst erzielte auch ein paar Treffer. Am Ende der Endrunde landete das Team nur auf dem vierten Platz, womit man für einen Platz bei der WM 2019 noch ins interkontinentale Playoff musste. Hier unterlag man aber Argentinien nach Hin- und Rückspiel, wobei sie selbst in beiden Partien erst zum Ende hin jeweils eingewechselt wurde.
Im folgenden Jahr war sie mit ihrem Team dann bei den Panamerikanischen Spielen 2019 und landete hier auf dem fünften Platz. Ein paar Jahre später ging es für sie dann mit ihren Mitspielerinnen in die Qualifikation zur CONCACAF W Championship 2022. Dort erzielte sie selbst eine Vorlage sowie einen eigenen Treffer und schaffte es mit ihrem Team am Ende wieder einmal in die Endrunde. Bei dieser stand sie im ersten Spiel in der Startelf und wurde beim zweiten in der zweiten Hälfte eingewechselt. Im dritten Spiel kam sie dann nicht zum Einsatz, in diesem gelang ihrem Team aber noch der Sprung auf Platz drei der Gruppe, was nach dem Turnier zur Teilnahme an den interkontinentalen Playoffs berechtigte. Bei diesen wurden sie nur im zweiten eingesetzt und dann zur zweiten Halbzeit schon wieder ausgewechselt. Am Ende gewann ihr Team hier das Finale und qualifizierte sich damit erstmals für die Weltmeisterschaft 2023.